# اسکندر بی‌لی
اسکندر بی‌لی (به لاتین: İskəndərbəyli) یک منطقهٔ مسکونی در جمهوری آرتساخ است که در استان کاشاتاق واقع شده‌است.